# French Open 1985
Die 84. French Open 1985 waren ein Tennis-Sandplatzturnier der Klasse Grand Slam, das von der ITF veranstaltet wurde. Es fand vom 27. Mai bis 9. Juni 1985 in Roland Garros, Paris, Frankreich statt.
Titelverteidiger im Einzel waren Ivan Lendl bei den Herren sowie Martina Navratilova bei den Damen. Im Herrendoppel waren Henri Leconte und Yannick Noah, im Damendoppel Martina Navrátilová und Pam Shriver und im Mixed Anne Smith und Dick Stockton die Titelverteidiger.

## Herreneinzel
Setzliste
| Nr. | Spieler         | Erreichte Runde |
| --- | --------------- | --------------- |
| 01. | John McEnroe    | Halbfinale      |
| 02. | Ivan Lendl      | Finale          |
| 03. | Jimmy Connors   | Halbfinale      |
| 04. | Mats Wilander   | Sieg            |
| 05. | Andrés Gómez    | 3. Runde        |
| 06. | Anders Järryd   | Achtelfinale    |
| 07. | Joakim Nyström  | Viertelfinale   |
| 08. | Eliot Teltscher | 2. Runde        |

| Nr. | Spieler          | Erreichte Runde |
| --- | ---------------- | --------------- |
| 09. | Yannick Noah     | Achtelfinale    |
| 10. | Aaron Krickstein | Achtelfinale    |
| 11. | Miloslav Mečíř   | 3. Runde        |
| 12. | Henrik Sundström | Achtelfinale    |
| 13. | Tomáš Šmíd       | Achtelfinale    |
| 14. | Stefan Edberg    | Viertelfinale   |
| 15. | Brad Gilbert     | 1. Runde        |
| 16. | Jimmy Arias      | 1. Runde        |

## Dameneinzel
Setzliste
| Nr. | Spielerin            | Erreichte Runde |
| --- | -------------------- | --------------- |
| 01. | Martina Navratilova  | Finale          |
| 02. | Chris Evert-Lloyd    | Sieg            |
| 03. | Hana Mandlíková      | Viertelfinale   |
| 04. | Manuela Maleewa      | Viertelfinale   |
| 05. | Helena Suková        | 2. Runde        |
| 06. | Zina Garrison        | 2. Runde        |
| 07. | Claudia Kohde-Kilsch | Halbfinale      |
| 08. | Carling Bassett      | Achtelfinale    |

| Nr. | Spielerin          | Erreichte Runde |
| --- | ------------------ | --------------- |
| 09. | Catarina Lindqvist | 2. Runde        |
| 10. | Bonnie Gadusek     | Achtelfinale    |
| 11. | Steffi Graf        | Achtelfinale    |
| 12. | Barbara Potter     | 1. Runde        |
| 13. | Kathy Rinaldi      | 3. Runde        |
| 14. | Gabriela Sabatini  | Halbfinale      |
| 15. | Andrea Temesvári   | 1. Runde        |
| 16. | Pam Casale         | 2. Runde        |

## Herrendoppel
Setzliste
| Nr. | Paarung                            | Erreichte Runde |
| --- | ---------------------------------- | --------------- |
| 01. | Pavel Složil Tomáš Šmíd            | 1. Runde        |
| 02. | Ken Flach Robert Seguso            | Viertelfinale   |
| 03. | Henri Leconte John Fitzgerald      | Achtelfinale    |
| 04. | Stefan Edberg Anders Järryd        | Halbfinale      |
| 05. | Heinz Günthardt Balázs Taróczy     | Achtelfinale    |
| 06. | Joakim Nyström Mats Wilander       | Halbfinale      |
| 07. | Paul Annacone Christo van Rensburg | Viertelfinale   |
| 08. | Mark Edmondson Kim Warwick         | Sieg            |

| Nr. | Paarung                          | Erreichte Runde |
| --- | -------------------------------- | --------------- |
| 09. | Broderick Dyke Wally Masur       | 1. Runde        |
| 10. | Francisco González Matt Mitchell | Viertelfinale   |
| 11. | Steve Meister Eliot Teltscher    | Achtelfinale    |
| 12. | Tony Giammalva Blaine Willenborg | Viertelfinale   |
| 13. | Givaldo Barbosa Ivan Kley        | 2. Runde        |
| 14. | Vitas Gerulaitis Chris Lewis     | 1. Runde        |
| 15. | Mike DePalmer Gary Donnelly      | 1. Runde        |
| 16. | Shlomo Glickstein Hans Simonsson | Finale          |

## Damendoppel
Setzliste
| Nr. | Paarung                               | Erreichte Runde |
| --- | ------------------------------------- | --------------- |
| 01. | Martina Navratilova Pam Shriver       | Sieg            |
| 02. | Claudia Kohde-Kilsch Helena Suková    | Finale          |
| 03. | Rosalyn Fairbank Anne Hobbs           | Achtelfinale    |
| 04. | Bettina Bunge Eva Pfaff               | Viertelfinale   |
| 05. | Carling Bassett Catherine Tanvier     | 1. Runde        |
| 06. | Betsy Nagelsen Anne White             | Halbfinale      |
| 07. | Kathy Horvath Virginia Ruzici         | Achtelfinale    |
| 08. | Christiane Jolissaint Marcella Mesker | 1. Runde        |

| Nr. | Paarung                           | Erreichte Runde |
| --- | --------------------------------- | --------------- |
| 09. | Hana Mandlíková Anne Smith        | Achtelfinale    |
| 10. | Beverly Mould Paula Smith         | Achtelfinale    |
| 11. | Chris Evert-Lloyd Pascale Paradis | Viertelfinale   |
| 12. | Elise Burgin Andrea Temesvári     | Halbfinale      |
| 13. | Sandy Collins Andrea Leand        | Achtelfinale    |
| 14. | Ann Henricksson Barbara Jordan    | 1. Runde        |
| 15. | Anne Minter Elizabeth Minter      | 2. Runde        |
| 16. | Terry Holladay Mima Jaušovec      | 2. Runde        |

## Mixed
Setzliste
| Nr. | Paarung                             | Erreichte Runde |
| --- | ----------------------------------- | --------------- |
| 01. | Heinz Günthardt Martina Navratilova | Sieg            |
| 02. | Ken Flach Pam Shriver               | 2. Runde        |
| 03. | Wojciech Fibak Carling Bassett      | 2. Runde        |
| 04. | Vincent Van Patten Zina Garrison    | Achtelfinale    |

| Nr. | Paarung                      | Erreichte Runde |
| --- | ---------------------------- | --------------- |
| 05. | Mike Bauer Catherine Tanvier | Halbfinale      |
| 06. | Laurie Warder Anne Minter    | Viertelfinale   |
| 07. | Tony Giammalva Anne Smith    | Achtelfinale    |
| 08. | Chris Dunk Barbara Jordan    | 2. Runde        |

## Juniorendoppel
Setzliste
| Nr. | Paarung                             | Erreichte Runde |
| --- | ----------------------------------- | --------------- |
| 01. | Claudio Mezzadri Claudio Pistolesi  | Viertelfinale   |
| 02. | François Errard Philippe Lacombrade | 1. Runde        |